# Серел
Серел (фр. Cerelles) насеље је и општина у централној Француској у региону Центар (регион), у департману Ендр и Лоара која припада префектури Тур.
По подацима из 2004. године у општини је живело 1 157 становника, а густина насељености је износила 94,1 становника/km². Општина се простире на површини од 12,3 km². Налази се на средњој надморској висини од 95 метара (максималној 122 m, а минималној 62 m).

## Демографија
| 1962. | 1968. | 1975. | 1982. | 1990. | 1999. | 2011. |
| ----- | ----- | ----- | ----- | ----- | ----- | ----- |
| 392   | 401   | 437   | 575   | 793   | 982   | 1.228 |

График промене броја становника у току последњих година